# 우스이 리에
우스이 리에(일본어: 臼井 理恵, 1989년 12월 28일 ~ )는 일본의 여자 축구 선수이다.

## 국가대표팀 경력
그녀는 2014년 9월 13일 가나과의 경기에서 일본 국가대표팀에 데뷔했다. 2014년 아시안 게임 은메달 획득에 기여했다. 그녀는 국제 A매치 통산 6경기에 출전했다.

## 통계
| 일본 | 일본 | 일본 |
| 연도 | 출전 | 득점 |
| ---- | ---- | ---- |
| 2014 | 6    | 0    |
| 통산 | 6    | 0    |